# Ampelisca senegalensis
Ampelisca senegalensis är en kräftdjursart. Ampelisca senegalensis ingår i släktet Ampelisca och familjen Ampeliscidae. Inga underarter finns listade i Catalogue of Life.